# Masdevallia ophioglossa
Masdevallia ophioglossa är en orkidéart som beskrevs av Heinrich Gustav Reichenbach. Masdevallia ophioglossa ingår i släktet Masdevallia och familjen orkidéer.
Artens utbredningsområde är Ecuador.

## Underarter
Arten delas in i följande underarter:
- M. o. grossa
- M. o. ophioglossa